# Agnegölen (Malmbäcks socken, Småland)
Agnegölen är en sjö i Nässjö kommun i Småland och ingår i Lagans huvudavrinningsområde. Sjön är 12,4 meter djup, har en yta på 0,018 kvadratkilometer och är belägen 250 meter över havet.